# Robert Früstük
Robert Früstük (* 27. Juli 1973) ist ein ehemaliger österreichischer Fußballspieler und nunmehriger -trainer.

## Karriere

### Als Spieler

#### Verein
Früstük begann seine Karriere beim ESV Knittelfeld. Zur Saison 1990/91 wechselte er zum DSV Alpine. Im Juli 1992 debütierte er für die Profis des inzwischen als DSV Leoben auftretenden Vereins in der 2. Division, als er am ersten Spieltag der Saison 1992/93 gegen die WSG Wattens in der Halbzeitpause für Radovan Krstović eingewechselt wurde. Im November 1992 erzielte er bei einem 3:2-Sieg gegen die SV Oberwart seinen ersten Treffer in der zweithöchsten österreichischen Spielklasse. Als Tabellendritter der 2. Division nahm man nach der Winterpause in jener Saison am „Mittleren Playoff“ teil, wobei man als Tabellenfünfter allerdings recht klar am Aufstieg in die 1. Division scheiterte. Früstük kam in seiner ersten Saison bei den Profis von Leoben zu 15 Einsätzen in der 2. Division sowie 13 Einsätzen im Playoff.
In der Saison 1993/94 kam er zu 28 Zweitligaeinsätzen, in denen er vier Tore erzielte. In jener Saison hatte Leoben als Tabellenzehnter weder mit dem Auf- noch mit dem Abstieg etwas zu tun. In der Saison 1994/95 absolvierte Früstük 15 Spiele in der zweithöchsten Spielklasse; hatte er in der Hinrunde lediglich ein Spiel gesperrt verpasst, so kam er in der Rückrunde nur noch zu einem einzigen Einsatz. Wie bereits in der Vorsaison beendeten die Steirer die Saison als Zehnter der Tabelle. In seiner vierten Saison als Profi bei Leoben kam er wie in der vorangegangenen Spielzeit zu 15 Einsätzen, in denen er ein Tor erzielen konnte. Für seinen Verein verlief die Saison 1995/96 besser als in den Vorsaisonen, beendete man die Saison doch als Tabellenfünfter in der oberen Tabellenhälfte. In der Saison 1996/97 stand Früstük in 28 von 30 Saisonspielen am Platz und konnte dabei zwei Tore erzielen. Leoben beendete jene Saison als Zwölfter der zweithöchsten Spielklasse, auf die Abstiegsränge fehlten jedoch 20 Punkte.
In der Saison 1997/98 kam er zu 25 Zweitligaeinsätzen, in denen er acht Tore erzielen konnte; so viele Saisontore konnte er bis zu jenem Zeitpunkt noch nicht erzielen. Damit war er gemeinsam mit Michael Rosenbichler der erfolgreichste Torschütze des DSV in jener Saison. Im März 1998 erzielte er bei einem 3:0-Sieg gegen Wattens gar seinen ersten Doppelpack in seiner Profikarriere. Aufgrund einer Ligareform, durch die sechs Vereine aus der zweiten Liga abstiegen und ein Verein Relegation spielen musste, beendete Leoben die Saison mit zwei Punkten Vorsprung auf Relegationsteilnehmer VSE St. Pölten auf dem sechsten Tabellenplatz. In der Saison 1998/99 kam Früstük in 30 Spielen in der zweiten Liga zum Einsatz und erzielte sechs Saisontore. In der neuen zweiten Spielklasse, an der ab dieser Saison nur noch zehn Vereine teilnahmen, belegte Leoben den achten Tabellenrang.
In der Saison 1999/2000, seiner vorzeitig letzten Spielzeit bei den Leobnern, erzielte Früstük zehn Tore in 31 Spielen und übertraf somit seine Toranzahl aus der Saison 1997/98. Mit seinen zehn Toren war der Mittelfeldspieler in jener Saison wie bereits 1998 der torgefährlichste Leobner Spieler. Mit Leoben konnte er in jener Saison Vizemeister der zweiten Spielklasse werden, auf den Meister VfB Admira Wacker Mödling fehlten jedoch elf Punkte.
Nach zehn Jahren bei Leoben wechselte Früstük zur Saison 2000/01 zum Bundesligisten SV Austria Salzburg. Sein Debüt in der Bundesliga gab er im Juli 2000, als er am ersten Spieltag jener Saison gegen den SK Rapid Wien in der Startelf stand. Im September 2000 erzielte er bei einer 3:1-Niederlage gegen den FK Austria Wien sein erstes Tor in der höchsten österreichischen Spielklasse. Bis Saisonende kam er zu 33 Spielen in der Bundesliga, in denen er drei Tore erzielen konnte. Bis zur Winterpause der Saison 2001/02 absolvierte er weitere 19 Spiele in der Bundesliga und machte dabei einen Treffer. Nach eineinhalb Jahren bei Austria Salzburg wechselte er im Jänner 2002 zum Zweitligisten BSV Bad Bleiberg. Mit den Kärntnern spielte er in jener Saison um den Aufstieg, in der 33. Runde musste man die Tabellenführung abgeben, schlussendlich fehlten nach nur vier Punkten aus den letzten vier Spielen allerdings fünf Punkte auf den Meister ASKÖ Pasching. Bis Saisonende hatte Früstük elf Zweitligaspiele für Bad Bleiberg absolviert und ein Tor erzielt. Bis zu seinem Abgang im Jänner 2003 kamen noch 20 weitere Einsätze in der zweiten Liga hinzu, in denen er noch einen weiteren Treffer erzielte.
Nach einem Jahr bei Bad Bleiberg kehrte er im Jänner 2003 zum Ligakonkurrenten DSV Leoben zurück. Während die Kärntner zu Saisonende als Vorletzter in die Relegation mussten, beendete er mit Leoben die Saison 2002/03 wie bereits 2000 als Vizemeister der zweiten Liga. Allerdings scheiterte man auch in dieser Saison mit 13 Punkten Rückstand auf Meister SV Mattersburg doch recht deutlich am Aufstieg. Bis Saisonende absolvierte er 13 Spiele für Leoben, in denen er ohne Torerfolg blieb. In seiner ersten vollständigen Saison nach seiner Rückkehr zu den Steirern kam er zu 30 Einsätzen in der zweithöchsten Spielklasse und konnte dabei drei Tore erzielen. Als Tabellensechster platzierte er sich mit Leoben in jener Saison im gesicherten Mittelfeld – auf den Relegationsplatz hatte man 15 Punkte Vorsprung, auf den Aufstiegsplatz 26 Punkte Rückstand. In der Saison 2004/05 war Früstük für Leoben in 29 Zweitligapartien im Einsatz und erzielte dabei zwei Tore. Die Saison beendete Leoben auf dem fünften Rang.
In der Saison 2005/06 kam er auf 26 Zweitligaeinsätze und erzielte dabei fünf Saisontore. Leoben beendete die Saison abermals im Mittelfeld mit dem sechsten Tabellenplatz. Die Saison 2006/07 verlief für Früstük und die Leobner wieder erfolgreicher, man beendete die Saison auf dem dritten Platz, auf den Meister LASK hatte man jedoch einen Rückstand von 21 Punkten. In jener Saison absolvierte er 31 Spiele und erzielte dabei drei Tore. In seiner letzten Spielzeit als Profi absolvierte Früstük in der Saison 2007/08 24 Spiele in der zweiten Liga, in denen er ohne Tor blieb. Zwischen November und Dezember 2007 unterstützte er zudem kurzzeitig Interimstrainer Manfred Kohlbacher als Co-Trainer.
Nach weiteren fünfeinhalb Jahren bei Leoben wechselte Früstük zur Saison 2008/09 zum Regionalligisten Grazer AK. In seiner ersten Saison bei den Grazern kam er zu 28 Einsätzen in der Regionalliga Mitte, in denen er fünf Tore erzielte. In jener Saison scheiterte man erst am letzten Spieltag am Aufstieg, da der GAK gegen den FC Blau-Weiß Linz nur mit einem Tor Vorsprung gewinnen konnte, während der direkte Konkurrent um den Aufstieg, der TSV Hartberg, den SAK Klagenfurt mit 6:0 besiegen konnte. Somit stiegen die Hartberger durch zwei Tore Vorsprung in der Tordifferenz in die zweite Liga auf und damit blieben auch die Grazer in der Regionalliga, in der Früstük bis zur Winterpause der Saison 2009/10 noch weitere zehn Spiele für den Verein absolvieren sollte.
Nach eineinhalb Jahren in der steirischen Landeshauptstadt wechselte er im Jänner 2010 zum fünftklassigen SV Lannach, ehe er nach Ende der Saison 2009/10 seine Karriere als Aktiver beendete.

#### Nationalmannschaft
Früstük spielte zwischen 1993 und 1994 mindestens elf Mal für die österreichische U-21-Auswahl.

### Als Trainer
Nach seinem Karriereende wurde Früstük zur Saison 2010/11 Trainer des fünftklassigen ESV Knittelfeld, bei dem er einst seine Karriere auch begonnen hatte. In der Saison 2011/12 verpasste er mit Knittelfeld als Vizemeister der Oberliga Nord hinter dem FC Zeltweg knapp den Aufstieg in die Landesliga.
Im April 2013 wurde er Trainer des viertklassigen FC Zeltweg. Mit nur drei Punkten aus acht Spielen nach der Übernahme von Früstük musste Zeltweg zu Ende der Saison 2012/13 jedoch als Tabellenletzter aus der Landesliga absteigen. Nach einer Saison in der Oberliga stieg man 2014 jedoch bereits wieder in die Landesliga auf. Sowohl in der Saison 2014/15 als auch 2015/16 konnte man den Klassenerhalt erreichen.
Zur Saison 2016/17 wurde er Trainer des Aufsteigers SC Bruck/Mur. Im März 2017 trennte sich Bruck von Früstük, der Verein befand sich zu jenem Zeitpunkt auf dem zwölften Tabellenrang. Zur Saison 2018/19 wurde er ein zweites Mal Trainer des ESV Knittelfeld.

## Persönliches
Sein Sohn Claudio (* 1997) wurde ebenfalls Fußballspieler und spielte unter seinem Vater bei Zeltweg, Bruck und Knittelfeld.